# (4052) Crovisier
(4052) Crovisier (1981 DP2) – planetoida z grupy pasa głównego asteroid okrążająca Słońce w ciągu 5,26 lat w średniej odległości 3,02 j.a. Odkryta 28 lutego 1981 roku.